# Петровка (Усманский район)
Петро́вка — село Бреславского сельсовета Усманского района Липецкой области.
Известна по документам с 1777 года. По данным 1782 года — сельцо Петро́вское, которое тогда имело 30 дворов.
Название — по служивому человеку Петру Савельеву, о чём говорится в экономических примечаниях Усманского уезда.
В конце 1850-х  владельцем села значился крупный землевладелец, учредитель общественного городского банка в г.Усмань,  известный благотворитель майор Н.Н.Снежков (1789-1866).   В Петровском Бреславской волости в Усманском уезде проживали 107 крепостных душ и насчитывалось 21 дворов и отдельных усадеб.  Всей земли значилось 1170 десятин. От дяди сельцо Петровское с ветряной мельницей  унаследовал  дворянин Федор Алексеевич Снежков (1829-..).  В 1867 году было заведено дело о выкупе земельных наделов временнообязанными крестьянами Ф.А. Снежкова сельца Петровского Усманcкого уезда Тамбовской губернии.  К 1898 году у сельца появился второй владелец - штабс-капитан артиллерии А.Н. Храповицкий.

## Население
| 2010 | 2011 |
| ---- | ---- |
| 131  | →131 |